# Abbinahole, Hiriyur
Abbinahole là một làng thuộc tehsil Hiriyur, huyện Chitradurga, bang Karnataka, Ấn Độ.